# 甲山寺
甲山寺（こうやまじ）は、香川県善通寺市にある真言宗善通寺派の寺院。医王山、院号は多宝院と号す。本尊は薬師如来。四国八十八箇所第七十四番札所。甲山（かぶとやま）の麓に位置する。
- 本尊真言：おん ころころ せんだりまとうぎ そわか
- ご詠歌：十二神（じゅうにしん）味方に持てる戦（いくさ）には　おのれとこころ甲（かぶと）やまかな
- 納経印：当寺本尊、多聞天堂毘沙門天、うさぎの朱印（200円）

## 概要

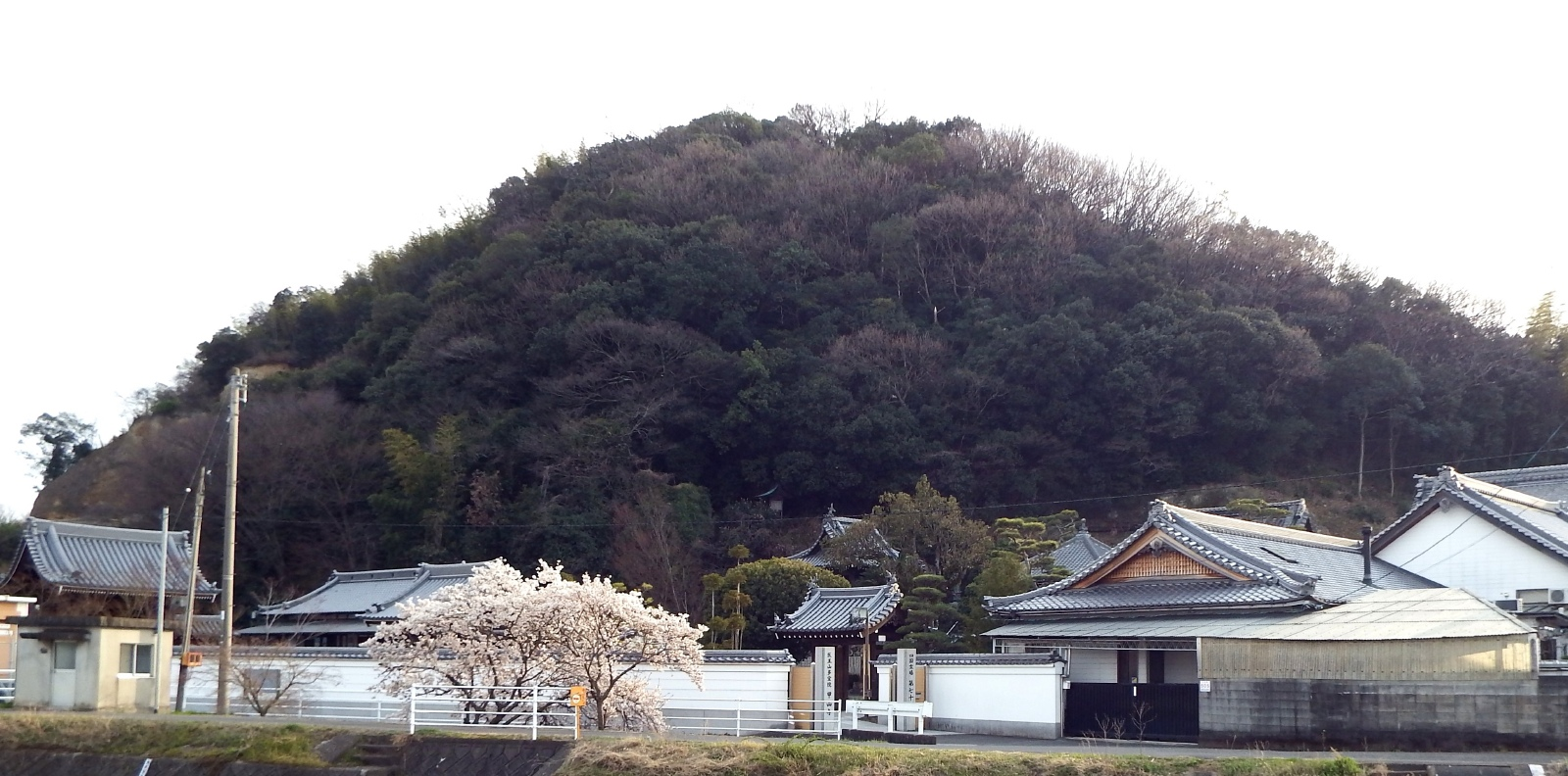
甲山

伝説では、壮年期の空海が寺を建立しようと幼きとき遊んだこのあたりを探索していると老翁が現れ、この地にお寺を建立すべしとお告げをした。この地の岩窟に住む毘沙門天の化身と悟った空海はこの岩窟に毘沙門天を祀った。
その後、嵯峨天皇の勅命を受け別当として満濃池の修築を命じられた空海は、この地で薬師如来を刻み修法すると数万の人々が集まり、無事に築造を完成に導いた。弘仁12年（821年）その功績に対して朝廷から二万銭が与えられ、その一部によって堂を建立したのが当寺の始まりであるという。
天正年間の兵火により本尊とわずかの寺宝が残ったのみで、『四国徧礼霊場記』（1689年刊）には、「むかし大伽藍の所といえども荒涼せり盛衰は世の数ある・・」と記されている状況であったが、享保20年（1730）に本堂、寛保2年（1742）に大師堂が再建され、『四国遍礼名所図会』（1800年刊）の挿絵では現在の形に近い形に復興している。
甲山（標高87.2 m)には、室町時代に天霧城の出城があったと云われていて、山頂に石舞台跡があり、頂上には神武天皇孝明天皇震儀石がある。また、当寺から山頂に向かう山道には江戸時代末期に開かれたという西国三十三所の石仏が並んでいる。

## 伽藍
- 山門：2008年落慶

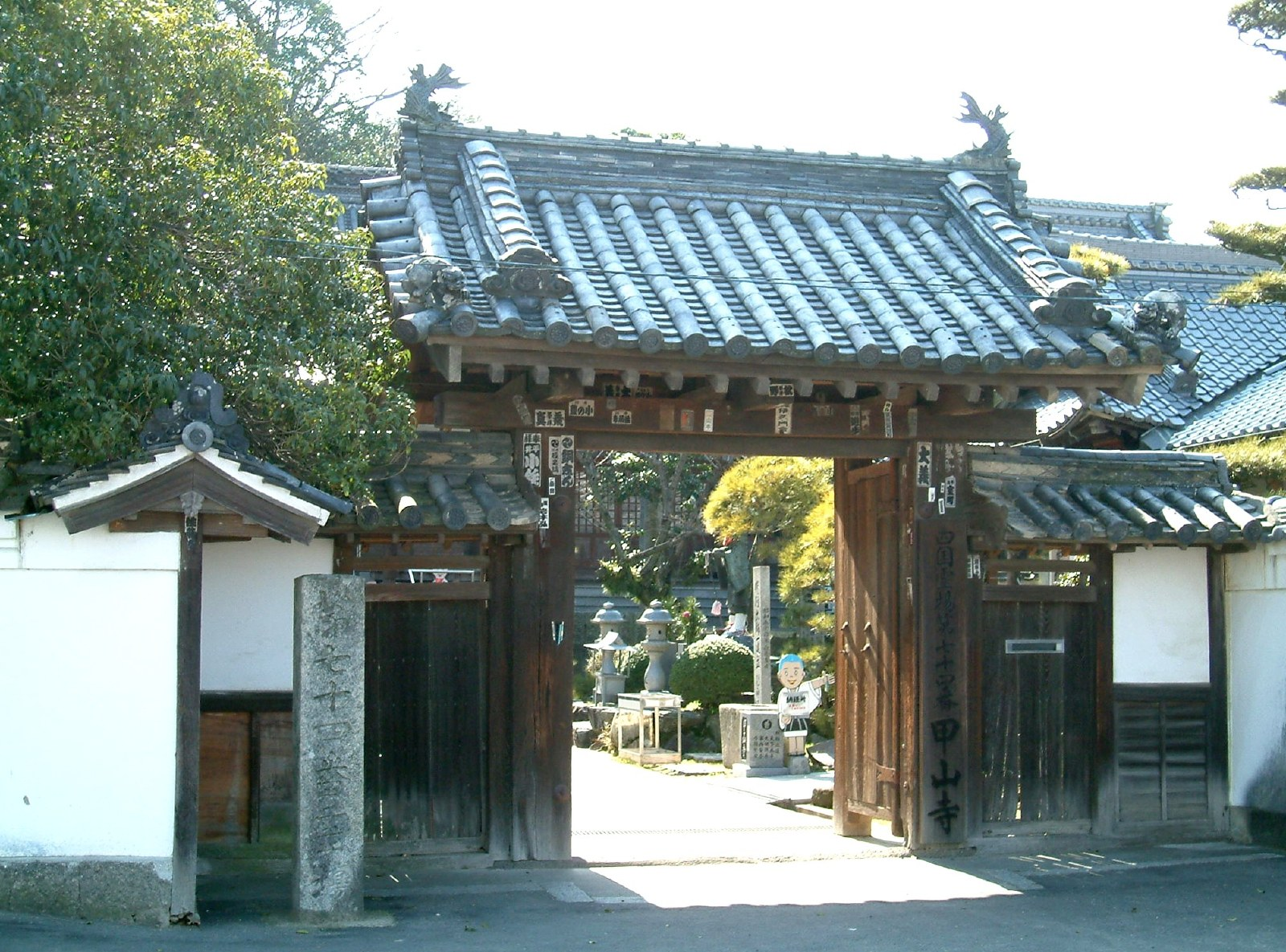
旧山門

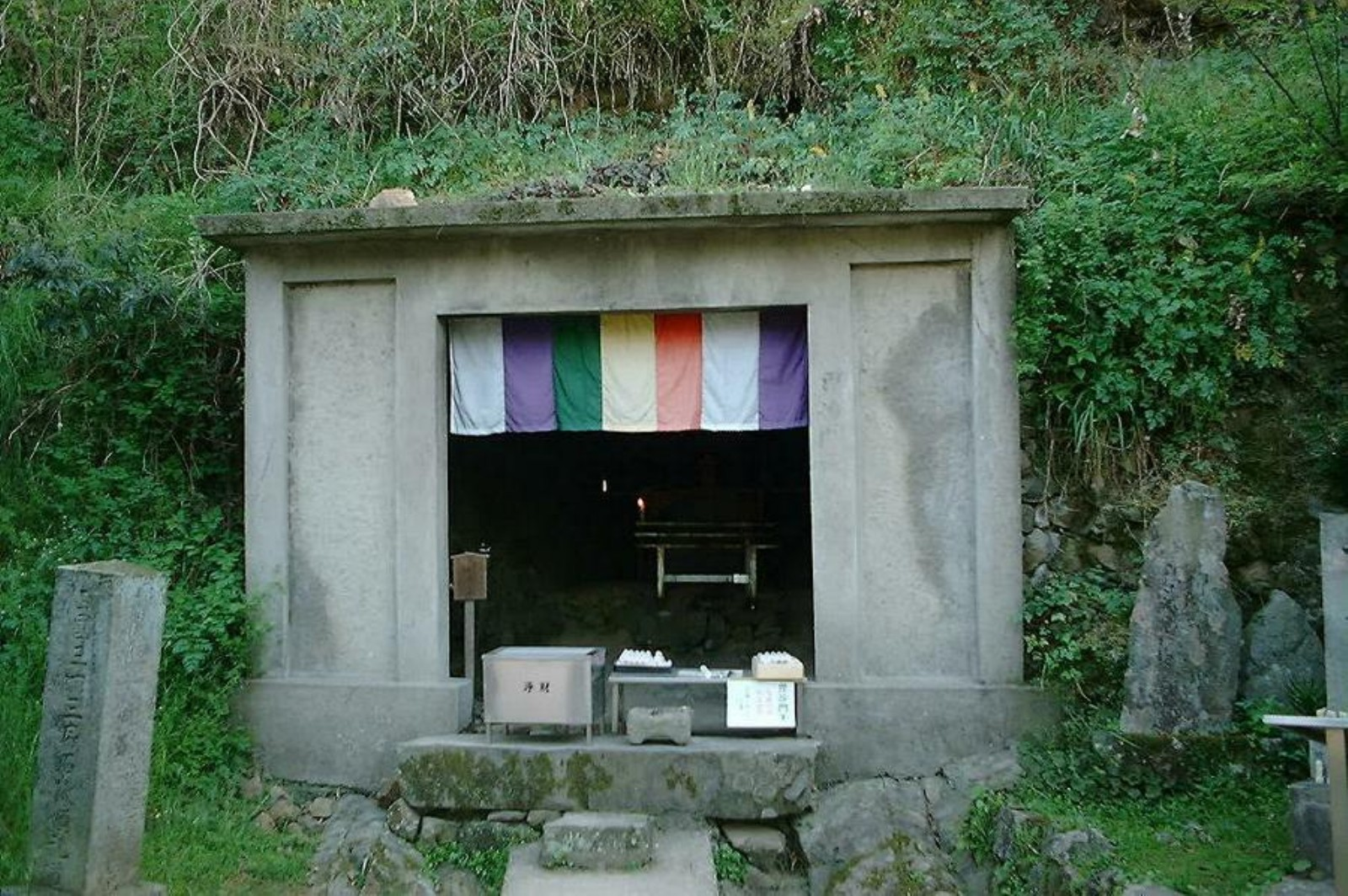
旧毘沙門窟

- 中門：明和6年（1769）に完成の旧山門を中門として修築。
- 本堂：享保20年（1735）完成。本尊を拝観できる(脱履物）。本尊は薬師如来坐像（肥松の一木造り、彫眼）、脇仏は日光月光菩薩立像、右脇陣に毘沙門天立像、左脇陣に阿弥陀如来坐像。
- 大師堂：寛保2年（1742）完成。黒衣の大師像で、2014年と2020年に開帳された。
- 客殿：書道家の岡本光平氏が襖に描いた般若心経の襖書
- 護摩堂：天明2年（1782）完成。不動明王坐像と二童子。
- 多聞天堂：奥は毘沙門窟で、石を彫った毘沙門天、両脇に吉祥天と禅膩師童子が祀られている。
- 子安地蔵：大師堂に向って右前にいて、前掛けを持ち帰ると子供が生まれたというエピソードから。
- 淡島大明神（祠）
- 鐘楼堂：宝暦2年（1752）完成。
- ウサギが16羽：本尊脇仏の月光菩薩の持物にウサギが描かれていることから、山門や中門の内側および茶堂の屋根と手水舎の前にいる[2]。

山門をくぐり右に手水舎を越え、左に曲がり中門をくぐると右手に納経所、わずかな石段を上がると本堂その右の続に護摩堂、左に数段上がると大師堂があり、鐘楼がその先にあり、その向こうに毘沙門窟入口があり、中に毘沙門天の石像が祀られている。
- 宿坊：なし
- 駐車場：無料大駐車場が山門前にあり
- 水神社（祠）：境内の一番高い所に祀られる。
- ミニ西国三十三観音めぐり：境内から山頂に向かう遊歩道に点在している。

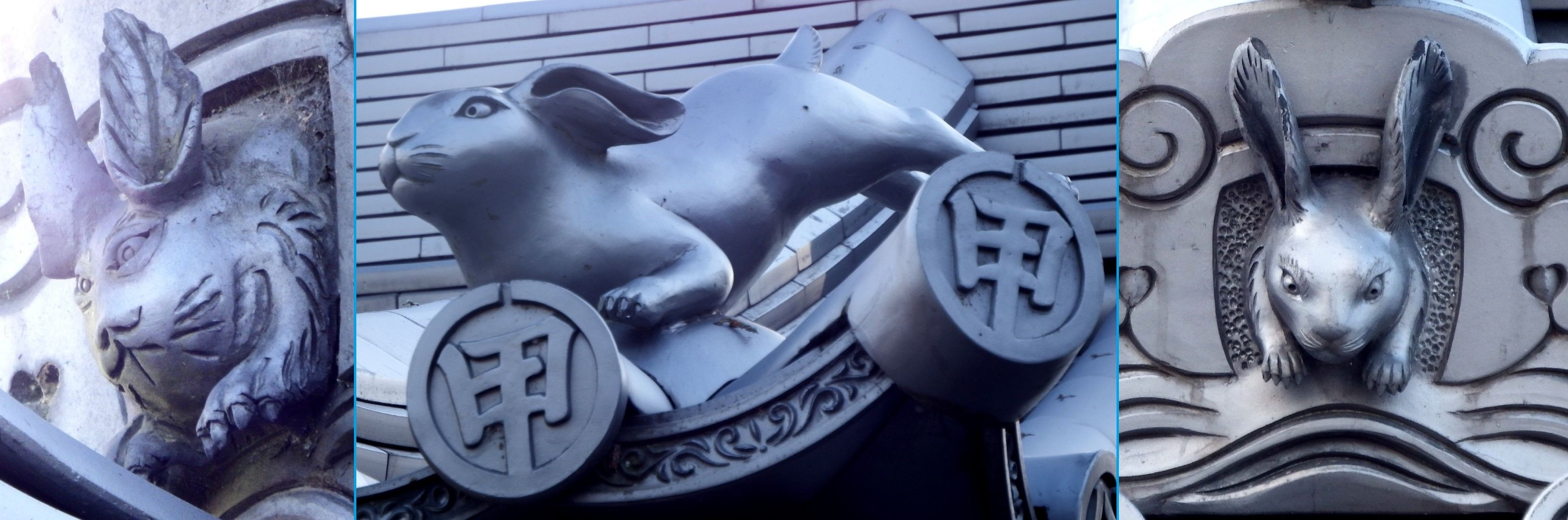
屋根瓦のウサギ
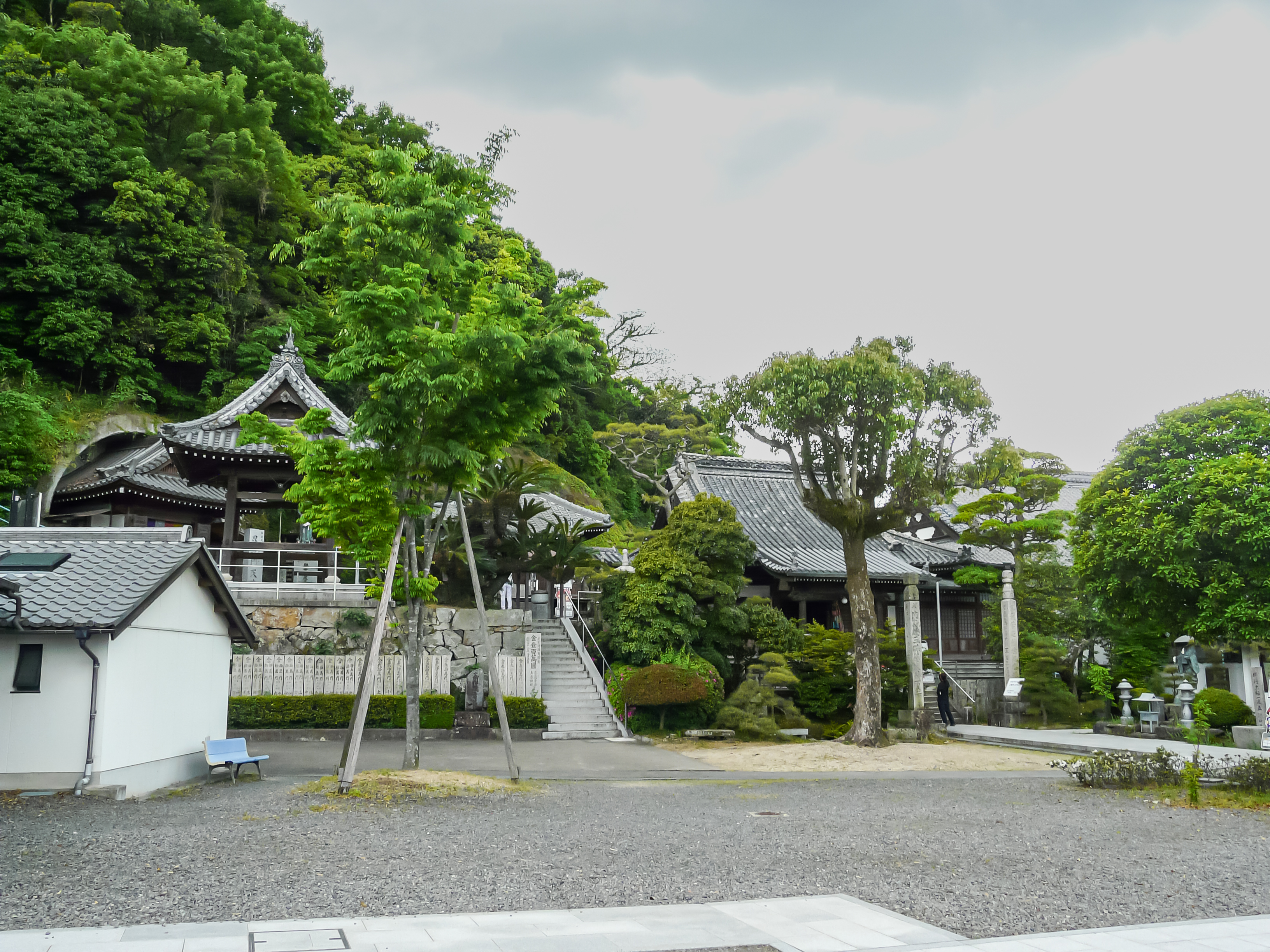
境内
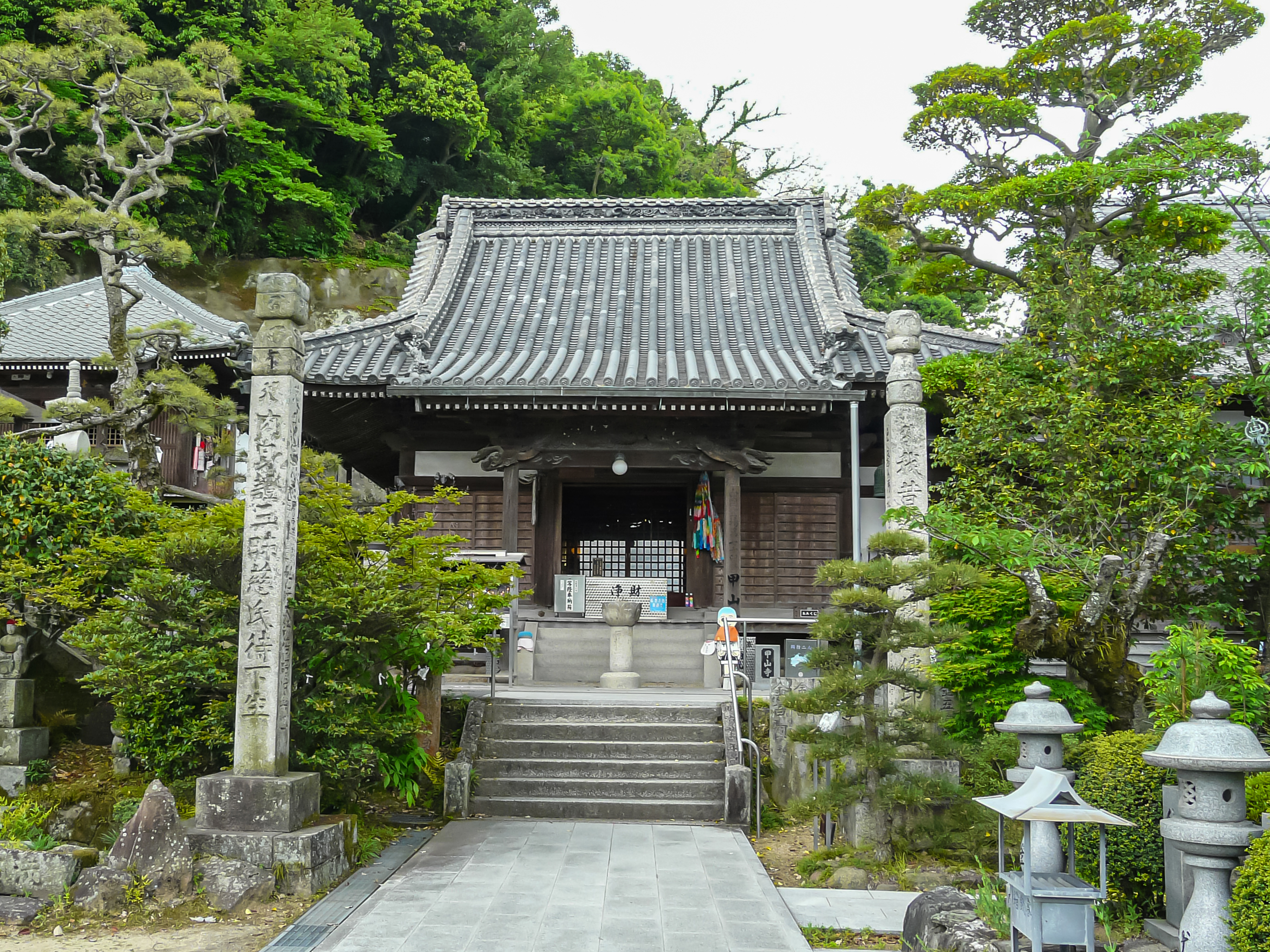
本堂
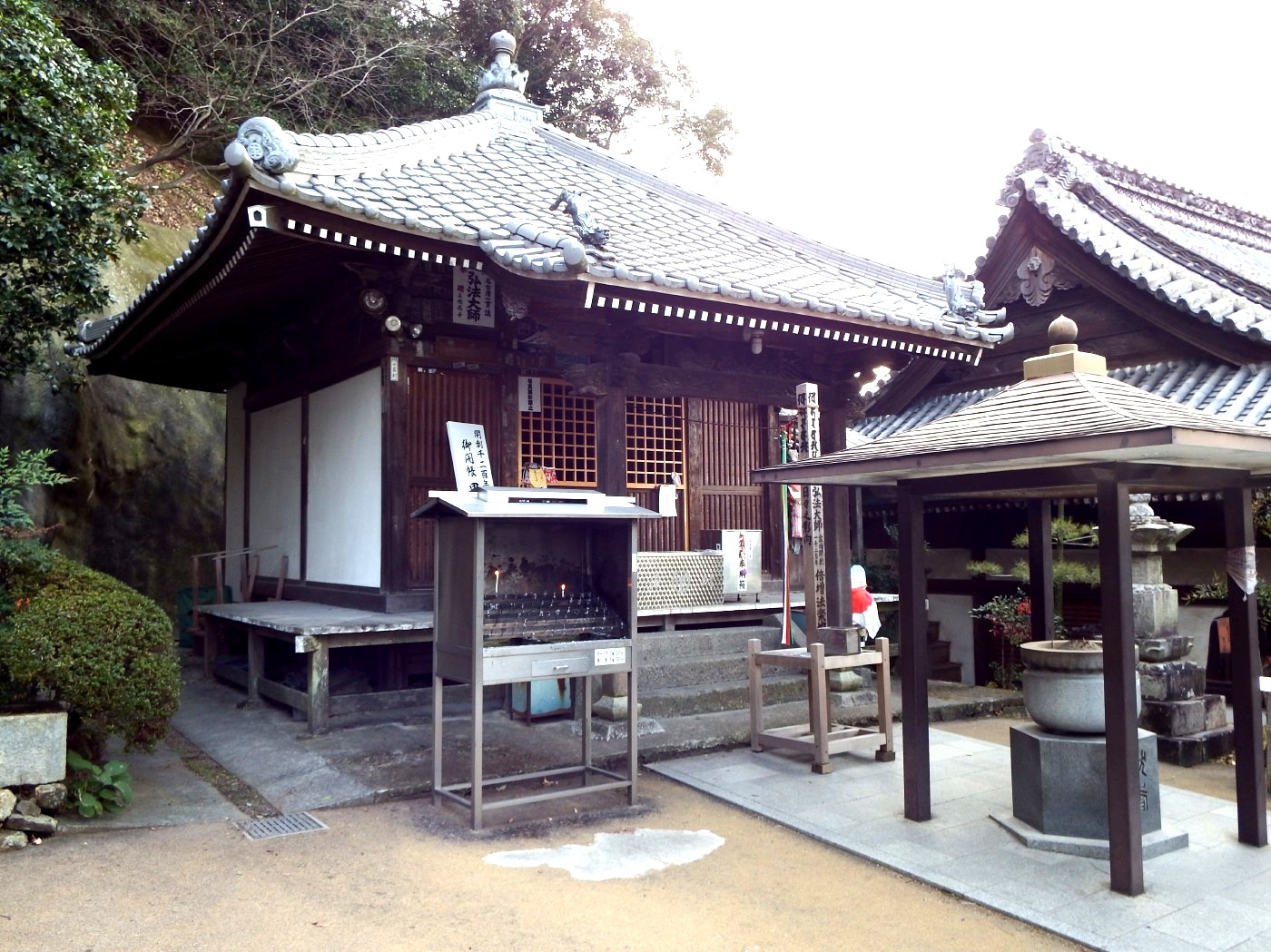
大師堂
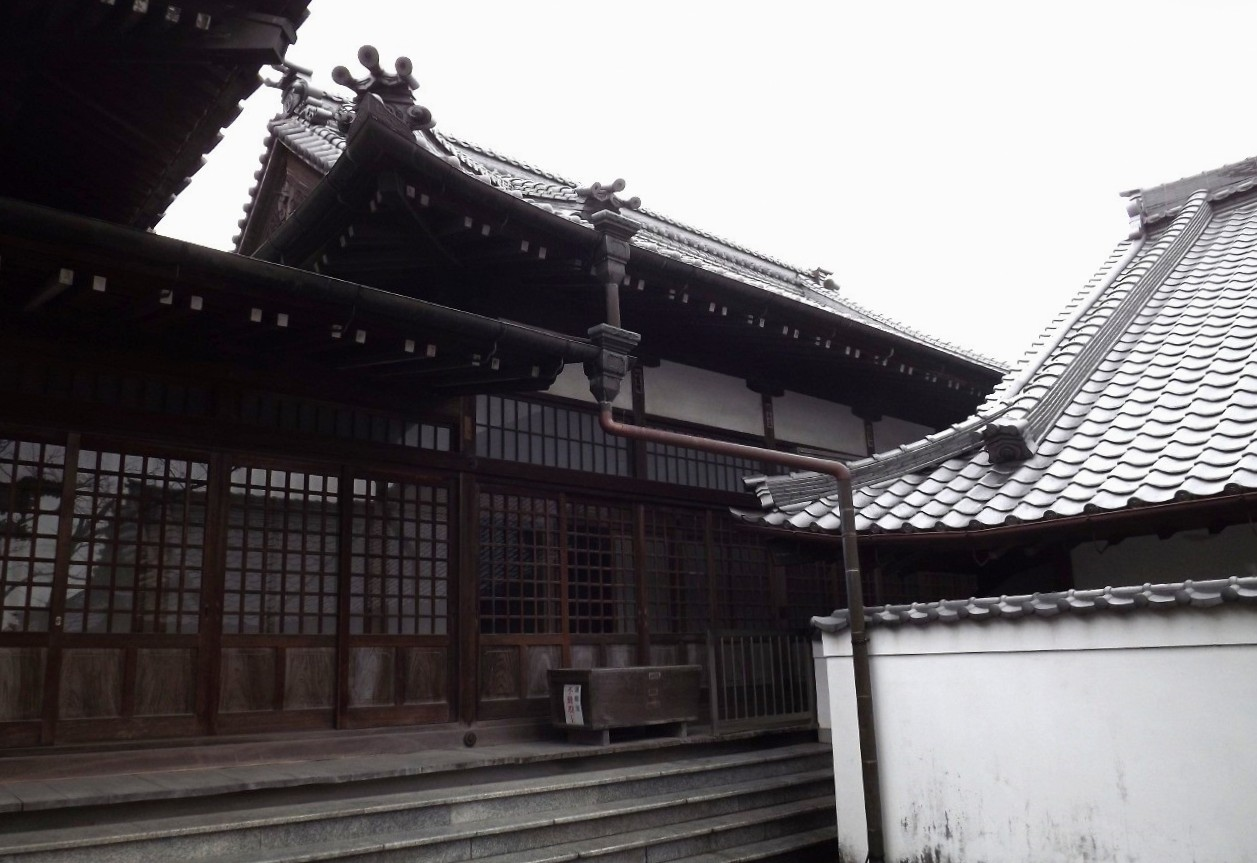
客殿（左）と護摩堂
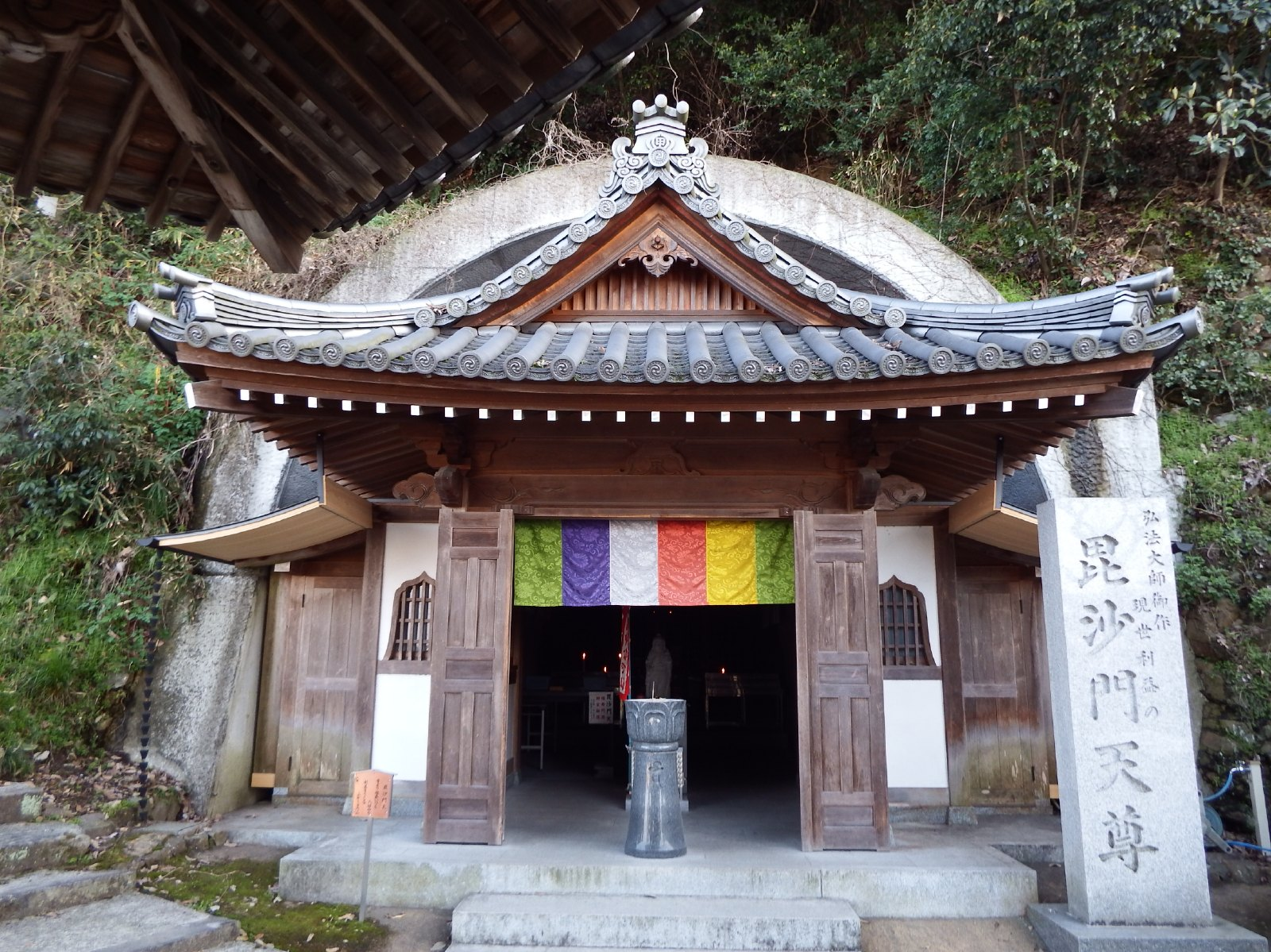
多聞天堂
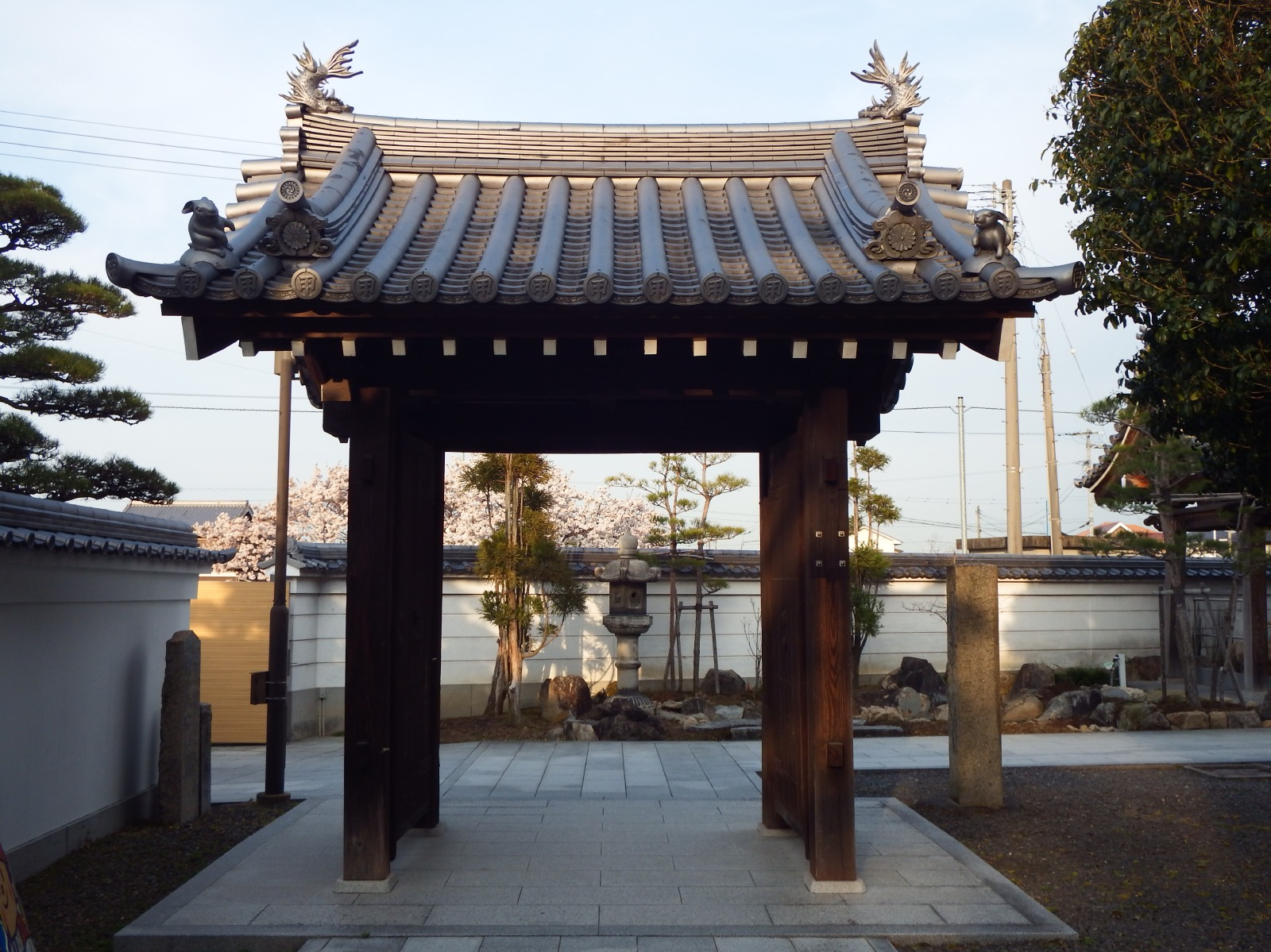
中門（旧山門）
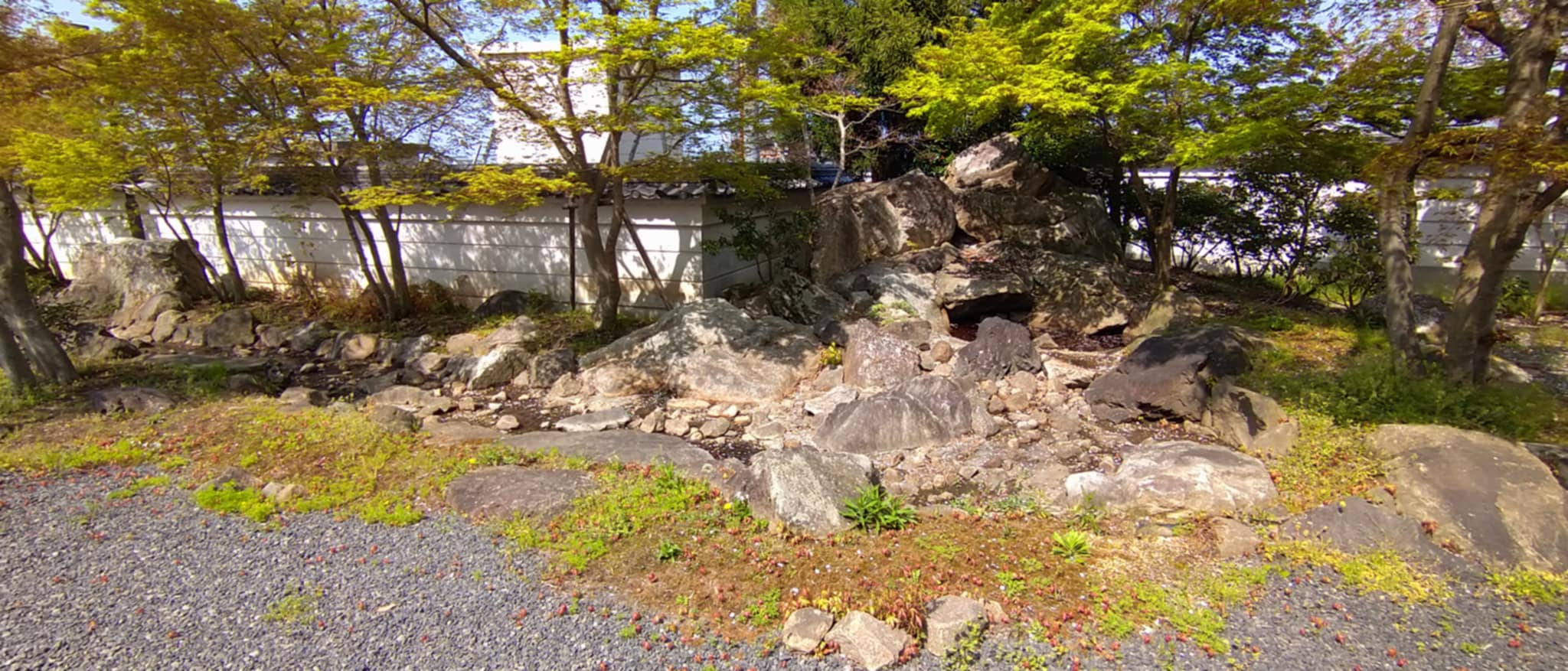
庭園
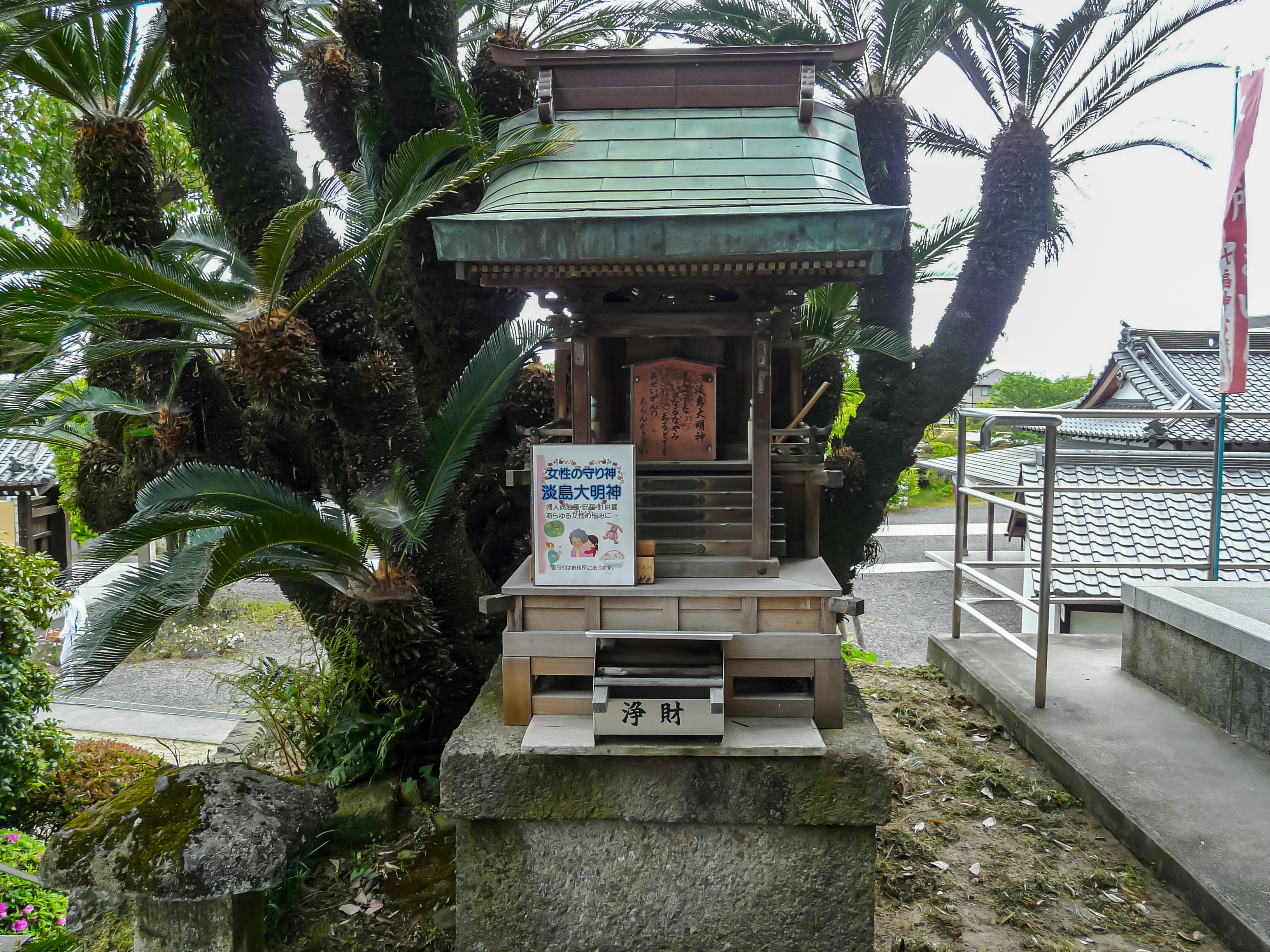
淡島大明神
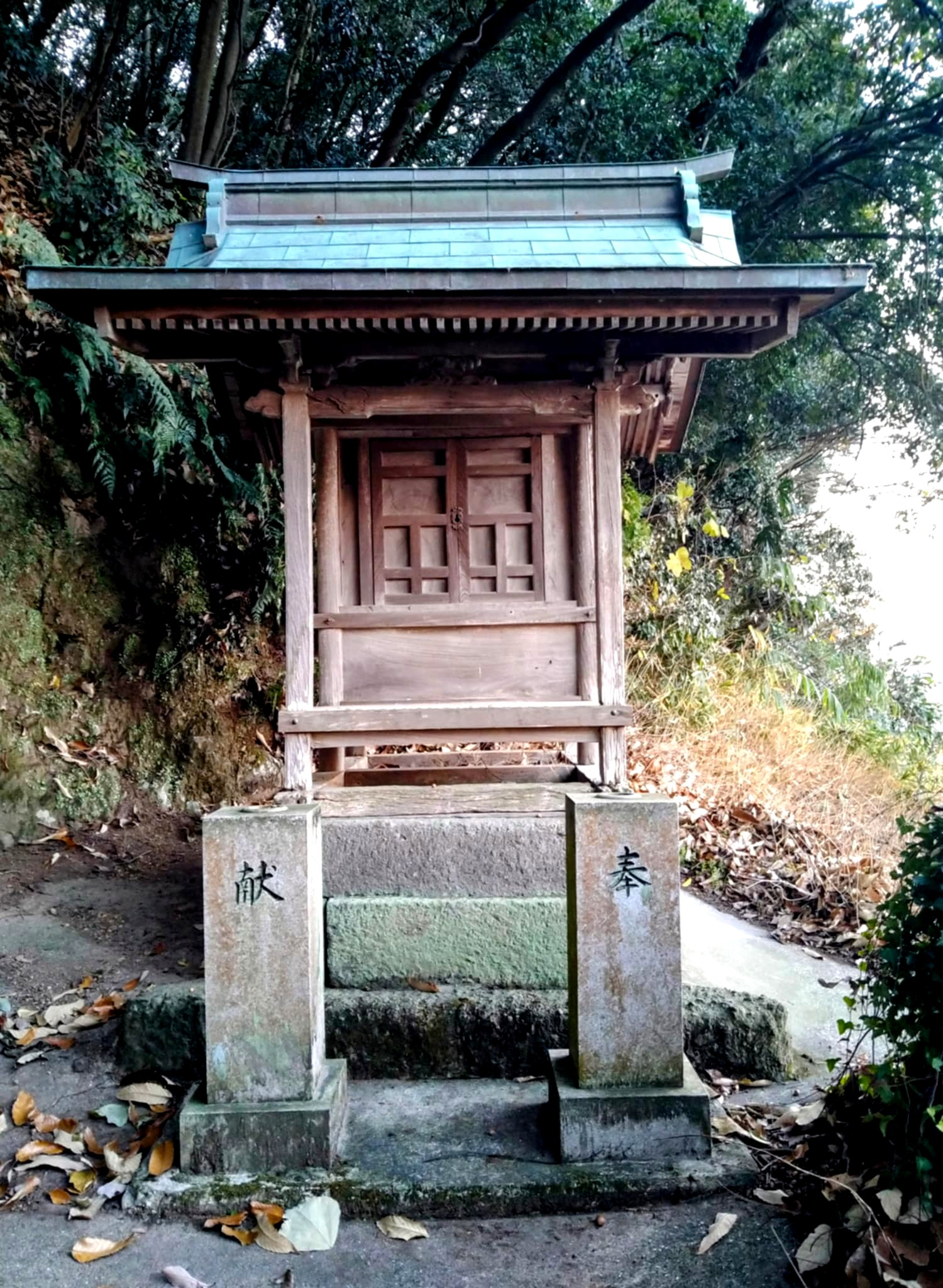
水神社

## 文化財
国の史跡
- 讃岐遍路道 甲山寺境内 - 遍路道は、甲山北側を東へと回り込み旧山門へ至り、75番善通寺へは門前の弘田川に架けられた石橋（現在は橋は無い）を渡り南へ向かった。令和7年3月10日指定。[3][4]

## 交通アクセス
鉄道
- 四国旅客鉄道（JR四国） 土讃線 – 善通寺駅 (3.6 km)

道路
- 一般道：香川県道48号善通寺詫間線 善通寺球場 (0.3 km)
- 自動車道：高松自動車道 善通寺IC (4.5 km)

## 前後の札所
四国八十八箇所
73 出釈迦寺 --(2.2 km)-- 74  甲山寺 --(1.6 km)-- 75 善通寺

## 周辺

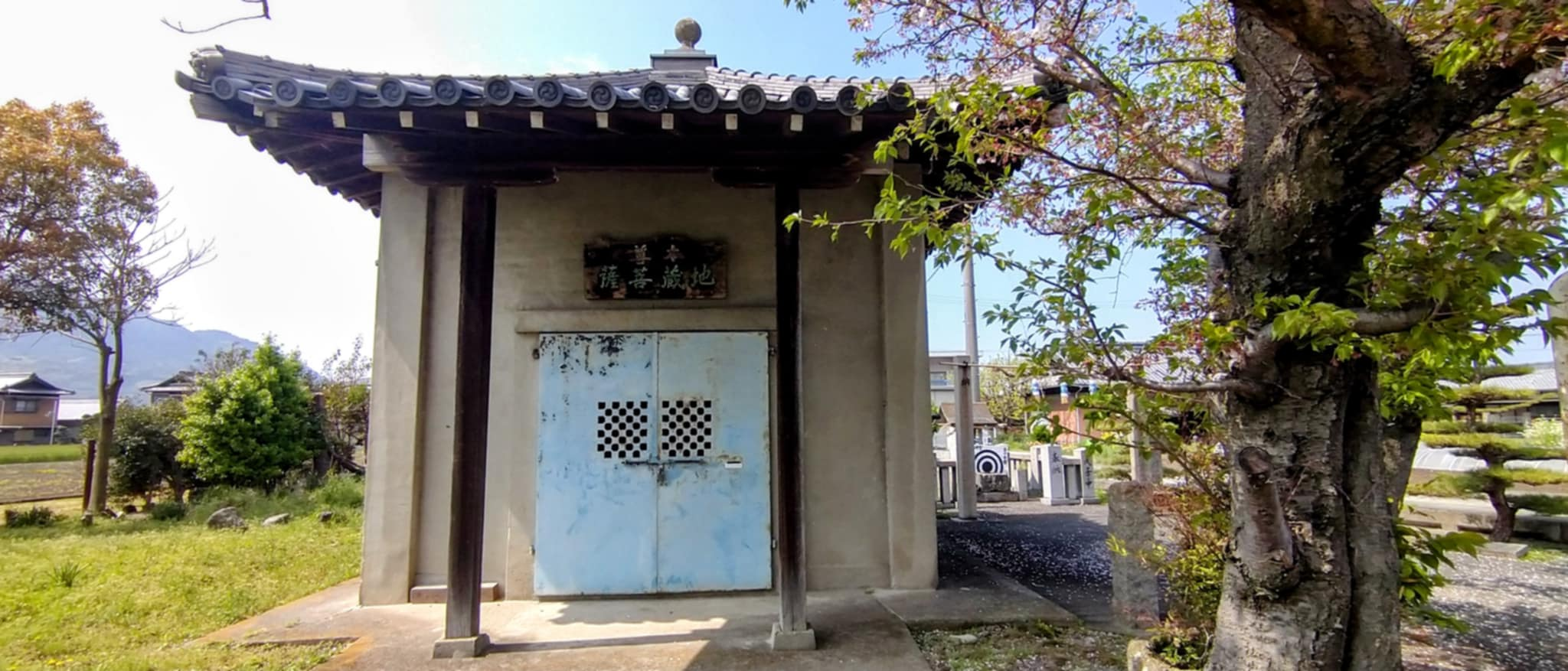
阿瀬の地蔵菩薩堂

- 阿瀬の地蔵菩薩

行基作と伝えられる像高約2 m、檜の寄木造りの立像。天霧山麓から戦国時代に難を避けるため当地に移された。昭和62年7月21日市有形文化財指定。